# Batalla de Edgehill
La Batalla de Edgehill fue la primera batalla importante de la Primera guerra civil inglesa. Tuvo lugar cerca de Kineton en Warwickshire, el 23 de octubre de 1642. El resultado fue la victoria de las tropas parlamentaristas al mando del Conde de Essex sobre las tropas realistas de Carlos I de Inglaterra comandadas por el príncipe Ruperto del Rin, el resultado de la batalla imposibilitó a los realistas tomar Londres y así asegurarse una victoria rápida sobre los Parlamentarios. A partir de esta batalla se iniciaron tres años de guerra civil.

## Preludio
El rey Carlos I de Inglaterra se había enfrentado con la Cámara de los Lores y la Cámara de los Comunes desde el principio de su reinado por sus modos absolutistas. En 1641 tras los acuerdos del rey con los covenantistas escoceses y la sublevación de Irlanda donde los católicos matan a miles de protestantes en el Úlster, los miembros de la Cámara de los Comunes se inquietan y deciden votar una Gran Amonestación que atacaba a los católicos, obispos y cortesanos y que había sido redactada por Pym y que es aprobada por 159 votos a 148.
El rey, sabedor del estrecho margen por el que ha sido aprobada la Gran Amonestación, cree poder someter a la oposición abusando de su autoridad y dirige un mensaje a la Cámara para que se le entregue a Pym, a Hampden y a otros diputados acusados de alta traición. A la noticia del abuso de autoridad, Londres se subleva y Pym organiza un comité insurreccional ante la complicidad del Parlamento y del pueblo de Londres por lo que Carlos I abandona la ciudad el 10 de enero de 1642.
La guerra civil inglesa estalla en agosto de 1642. El primer acto del rey es intentar apoderarse del puerto de Kingston-upon-Hull, donde había reunidas gran cantidad de armas, pero sus tropas son rechazadas. Entonces el Rey se traslada al sur, a Lincoln y Leicester donde obtuvo gran cantidad de armas. El 22 de agosto el rey Carlos I declara la guerra al Parlamento y se vuelve a trasladar, esta vez a Chester y posteriormente a Shrewsbury.
Mientras tanto el Parlamento envió su ejército hacia el norte, al mando del Conde de Essex, para hacer frente al rey. Essex marcharon primero a Northampton, donde se reunió a casi 20.000 hombres. Essex luego marchó hacia el noreste hacia Worcester. El 23 de septiembre, en el primer enfrentamiento serio entre los ejércitos realistas y parlamentarista, la caballería realista del PríncipeRuperto derrotó a la caballería de la vanguardia de Essex en la Batalla de Puente de Powick. Sin embargo, carente de infantería, los realistas abandonaron Worcester.
La batalla de Edgehill tuvo lugar porque el rey Carlos I de Inglaterra dispuso a su ejército de tal forma que cortaba las líneas de comunicación del Conde de Essex con Londres y los parlamentaristas se toparon con su ejército haciendo inevitable la batalla.

## Despliegue de los ejércitos
El ejército realista comandado por el príncipe Ruperto había formado sobre una colina conocida como Edge mientras Essex formó desplegado parcialmente en una colina del “Valle del Caballo Rojo” entre Edge y el pueblo de Kineton.

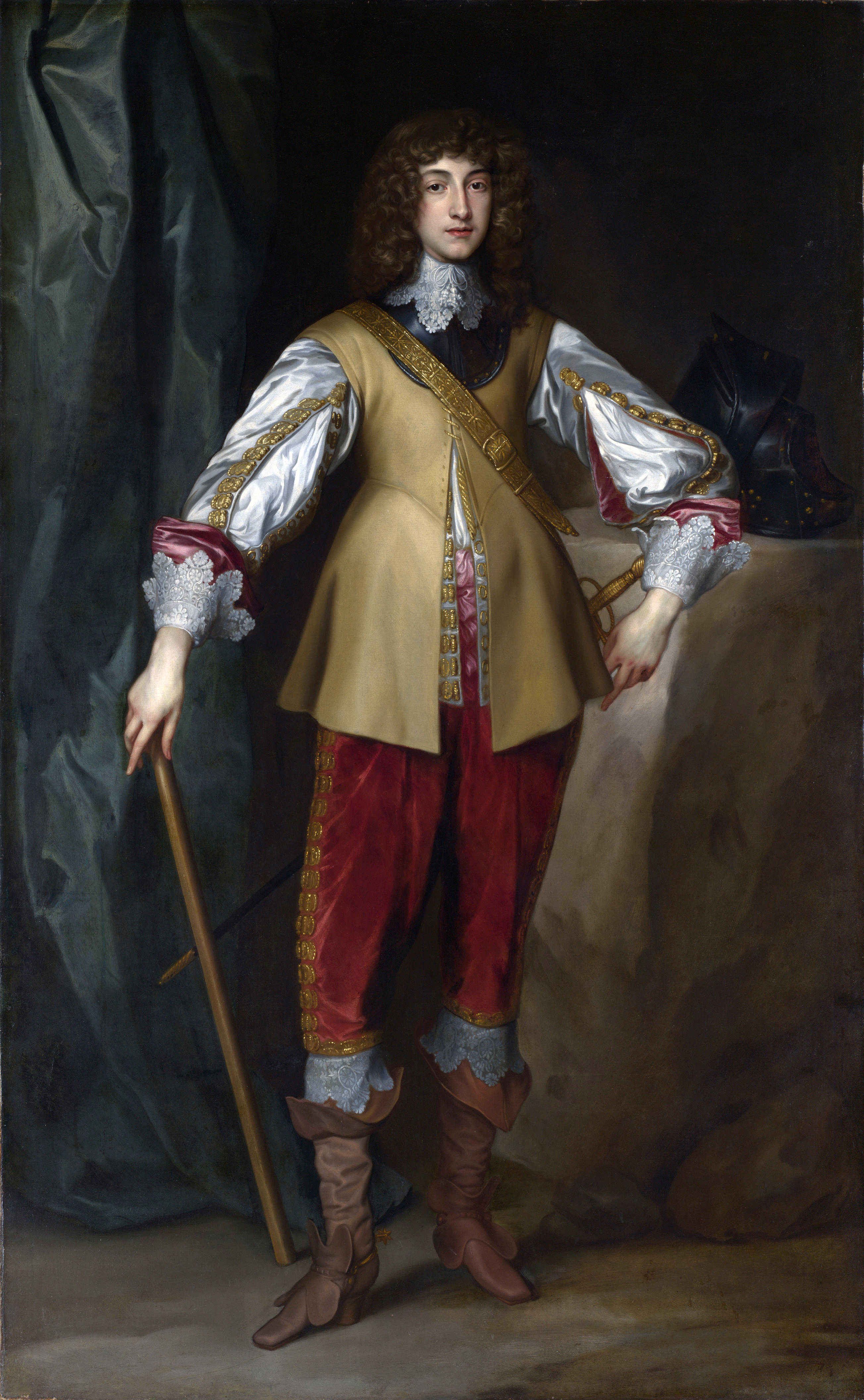
El Príncipe Ruperto. Obra de Van Dyck.

Los realistas dejaron Edge y se situaron en las laderas inferiores con cinco brigadas de infanterías en formación de ajedrezado flanqueadas por cuerpos de caballería, ambos en dos líneas. En las alas se apostaron los dragones y seis cañones se agrupaban en una batería a la derecha cerca de Buller Hill, otras 12 piezas se dispusieron a lo largo del frente.
El conde de Essex desplegó tres brigadas (vanguardia, retaguardia y centro). Las dos primeras estaban en la “pequeña colina” y la tercera, un poco retirada en la izquierda para aprovechar la elevación del terreno. Nueve cañones se extendían en el centro y la caballería ocupaba ambas alas. Sir James Ramsey estaba al mando de la caballería del ala izquierda y tenía mosqueteros por delante y tres cañones. Sir William Balfour dirigía dos regimientos de dragones en el ala derecha junto a cuatro cañones.

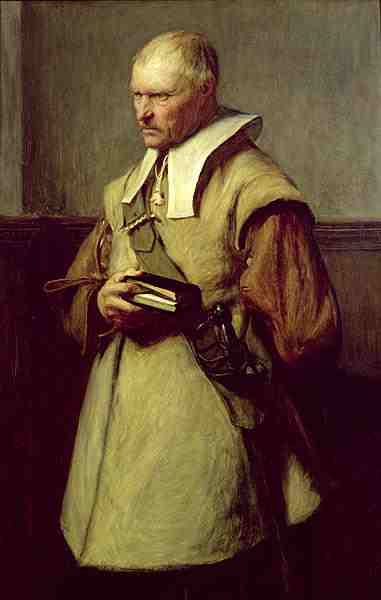
Soldado Parlamentarista. Obra de John Pettie.

## La batalla
Rupertó tomo la iniciativa y lanzó a la caballería del ala izquierda. Sir Richard Bulstrode, que participó en la carga cuenta que «el Príncipe Ruperto mandó a la caballería que marchara lo más compacta posible, manteniendo las espadas en alto para recibir la carga del enemigo sin disparar pistola ni carabina hasta abrirse paso entre el enemigo y hacer uso de las armas cuando fuera menester».
En grupos compuestos por filas de tres, el ala derecha avanzó. Se trataba de un avance en marcha lenta hasta la distancia de fuego.
Ramsey había escogido una buena posición defensiva y dispuso a sus hombres en una suave colina con un pequeño río a los pies de sus laderas y un bosque se extendía a izquierda y por delante. El paso de estos obstáculos retraso la marcha de los realistas y se pudo disparar contra ellos. Los mosqueteros formaban en filas de seis de fondo, con lo que, disparando por líneas podían mantener un fuego constante.Sin embargo, el príncipe Ruperto estaba rodeando el flanco de Ramsey y este se vio obligado a corregir su lado izquierdo reduciendo su ritmo de fuego, extendiendo su línea y debilitando su capacidad de resistencia.
Los realistas estaban dispuestos a cargar colina arriba y saltaron sobre cinco o seis sotos y zanjas lo que desordenó la caballería.
Cuando el ataque de Ruperto se aproximaba la caballería parlamentaria respondió abriendo fuego con los cañones alineados entre sus caballos, con las carabinas y las pistolas. Entonces la caballería realista cargo contra ellos. A pesar de lo desordenada de la carga, los hombres de Ramsey abrieron fuego demasiado pronto y la mayoría de las balas no dieron en su objetivo. El reverendo Marshall, que luchó en la batalla por el lado de los parlamentaristas escribió: Nuestra ala izquierda, tras la segunda carga, huyo despreciablemente.
Los hombres de Ramsey emprendieron la huida y las tropas del Príncipe Ruperto los persiguió. Según Bulstrode: El Príncipe Ruperto, tan ansioso por obtener ventaja no estaba satisfecho con guardar la posición, por lo que persiguió con furia al enemigo que huyo hacia el otro lado de Keinton en dirección a Warwick.
La pérdida de la segunda línea de Ruperto, que perseguía a los que huían, dejó al ejército realista sin la mitad de su reserva de jinetes.

Batalla de Edgehill

Mientras esto ocurría en el ala izquierda del ejército del Conde de Essex, en el centro, la brigada de Essex se veía enfrentada a la infantería realista cuando algunos jinetes que huían de su flanco izquierdo fueron a agruparse al centro formando tal desorden que los cuatro regimientos perdieron el orden y emprendieron la huida.
Algo parecido esperaba al ala derecha parlamentarista. Este flanco descansaba en otro riachuelo ligeramente más profundo. El terreno no era apto para la caballería ni demasiado bueno para la infantería, pero resultaba idóneo para los dragones que por entonces no era un cuerpo de caballería y su función consistía en cabalgar hasta la posición, desmontar y combatir a pie, a menudo en orden abierto.
En el flanco izquierdo realista, que se enfrentaría con el ala derecha mandada por Balfour, estaba mandada por Lord Wilmot inició un avance contra la derecha de Essex para caer sobre la retaguardia enemiga. Sin embargo, gran parte de sus jinetes se desviaron hacia la izquierda y no entablaron contacto con las tropas de Balfour, aun así parte de sus tropas cayeron sobre la segunda línea de Balfour que abrió fuego contra ellos para después esperarlos con las espadas en la mano. Los hombres que participaban en la carga doblaban a los que parlamentarista por lo que estos huyeron desordenadamente y los hombres de Wilmot los persiguieron.
El regimiento de Fairfax, ya derrotado huyó también. La segunda línea de Wilmot se unió a la persecución. Constituía la segunda mitad de la reserva de caballería realista. La derecha parlamentarista había sido dispersada, como también la derecha realista que los perseguía que se descompuso en pequeñas unidades.
La caballería realista victoriosa se ausentó totalmente del campo de batalla persiguiendo a la infantería enemiga por lo que la única caballería que permanecía en el campo era la parlamentarista.
Antes de la batalla el conde de Essex había creado un nutrido cuerpo de coraceros, hombres experimentados que habían participado en su mayor parte en la Guerra de los Treinta Años y Balfour lo hizo entrar en combate disponiéndolos en líneas de asalto que lanzó contra el centro realista, contra la infantería real abriendo grandes brechas entre la infantería para después replegarse hacía su posición inicial.
Balfour aprovechó estas brechas para lanzar el resto de sus reservas contra los flancos y el frente. Un regimiento de infantería realista quedó aislado y contra él se lanzó Balfour. De esta forma abatió a dos regimientos y pronto toda la brigada se derrumbó abalanzándose los soldados de Balfour contra ellos. En su huida los realistas barrieron a los hombres que manejaban los cañones ligeros. Parte de la caballería parlamentarista cortó el paso de los fugitivos conteniendo la fuga del enemigo.
Balfour atacó contra la batería principal de seis cañones situada en las laderas de Edgehill dispersando a los hombres y tras dejarlos inservibles volvieron a sus propias líneas para reordenarse.
Después, los coraceros, junto a la infantería se precipitó contra los bloques de picas más debilitados a las que se hizo retroceder y dispersar.
Al terminar el día, estas unidades, volvieron a cargar contra algunas unidades de caballería realista que volvía a aparecer por el campo de batalla.
Hacia la caída de la noche, el resto de caballería realista regresó al campo de batalla y encontró a su ejército desmembrado. La caballería de Ruperto y Wilmot estaba lo suficiente dispersa y cansada para no influir en el resultado de esta batalla.
La batalla había terminado. La caballería realista había vencido en sus enfrentamientos directos pero al abandonar el campo de batalla habían permitido que la reserva de caballería parlamentarista decidiese el resultado de la batalla.